# 庙前街道
庙前街道，是中华人民共和国山西省太原市迎泽区下辖的一个乡镇级行政单位。

## 行政区划
庙前街道下辖以下地区：
庙前街社区、海边街社区、南海街一社区、南海街二社区、新建路一社区、新建路二社区、桃园路一社区、桃园路二社区、桃园路三社区、桃园路四社区、水西关街一社区、水西关街二社区、水西关街三社区和水西关街四社区。